# John Lemesurier
John Lemesurier, né le 28 janvier 1826 à Gaspé et mort le 21 juin 1891 à Québec, est un homme politique québécois.

## Biographie
Il est le fils de Charles Lemesurier, originaire du Jersey, et de Mary Thompson. Né à Gaspé, il reçoit son éducation dans cette même ville, puis il déménage en 1847 à Québec en s'y installant comme épicier avant d'ouvrir une manufactue d'étoupe, quoi que celle-ci a peu de succès.
Il est échevin au conseil municipal de Québec du 22 janvier 1861 au 10 janvier 1868, puis, grâce à l'appui de la classe ouvrière de la basse-ville, maire de Québec jusqu'au 12 novembre 1869. Il cesse d'être maire en 1869 afin de se consacrer à sa compagnie de tabac en difficulté financière. En 1890, à la veille de son décès, la compagnie Lemesurier and Sons est évaluée à 10 000 $, preuve de sa prospérité.
Il meurt à son domicile de la rue Saint-François dans Saint-Roch à l'âge de 65 ans après une année de maladie.